# 国际码头工人协会
国际码头工人协会（英語：International Longshoremen's Association，缩写ILA）是北美境內的一個工会，許多美國東岸、加拿大东海岸、美國墨西哥灣沿岸地區、五大湖、波多黎各和内陆水道的码头工人都是該工會會員。 国际码头工人协会在这些地区的港口城市拥有大约200个地方分支机构。